# Walton Goggins
Walton Sanders Goggins Jr. (ur. 10 listopada 1971 w Birmingham w stanie Alabama) – amerykański aktor oraz producent filmowy i telewizyjny. Wystąpił m.in. w filmach Lincoln, Django i Nienawistna ósemka. W prywatnym życiu jest fotografem i podróżnikiem.

## Filmografia

### Filmy
- 1992: Komik na sobotę jako Shaky Kid
- 1992: Wiecznie młody jako Gate MP
- 1994: Karate Kid IV: Mistrz i uczennica jako Charlie
- 1997: Apostoł jako Sam
- 1997: Śledztwo nad przepaścią jako Bud
- 1998: Pierwsza liga III: Powrót do źródeł jako Billy „Downtown” Anderson
- 2000: Kruk 3: Zbawienie jako detektyw Stan Roberts
- 2000: Kowboj z Szanghaju jako Wallace
- 2000: Historia z domku na prerii jako Almanzo Wilder
- 2001: Prześladowca jako policjant
- 2001: Księgowy jako Tommy O’Dell
- 2002: Tożsamość Bourne’a jako badacz techniczny
- 2002: Historia z domku na prerii jako Almanzo Wilder
- 2003: Dom tysiąca trupów jako zastępca szeryfa Steve Nash
- 2005: Prawdziwa historia jako Marty Dickerson
- 2008: Cud w wiosce Santa Anna jako Nokes
- 2010: Predators jako Stans
- 2011: Kowboje i obcy jako Hunt
- 2011: Nędzne psy jako Daniel Niles
- 2012: Lincoln jako Clay Hawkins
- 2012: Django jako Billy Crash
- 2013: Martwy policjant jako Angel / detektyw Logue
- 2013: G.I. Joe: Odwet jako Warden Nigel James
- 2013: Maczeta zabija jako El Cameleón
- 2015: Nieznajomy z Mojave jako Jim
- 2015: Nienawistna ósemka (The Hateful Eight[1]) jako Chris Mannix
- 2018: Więzień labiryntu: Lek na śmierć jako Lawrence
- 2018: Tomb Raider[1] jako Mathias Vogel
- 2018: Ant-Man i Osa[1] jako Sonny Burch
- 2019: Wężowe wzgórza (Them That Follow[1]) jako Lemuel
- 2020: Words on Bathroom Walls jako Paul
- 2020: Sposób na świętego (Fatman) jako Skinny Man
- 2020: Mustang z Dzikiej Doliny: Droga do wolności (Spirit Untamed) jako Hendricks (głos)
- 2022: Dreamin' Wild jako Joe
- 2024: The Uninvited jako Sammy

### Seriale TV
- 1992: Beverly Hills, 90210 jako Mike Muchin
- 1995: JAG – Wojskowe Biuro Śledcze jako porucznik marynarki
- 1996: Niebieski Pacyfik jako Harv
- 1996: Gliniarz z dżungli jako Mick
- 1998: Nowojorscy gliniarze jako Terry
- 2001: Napisała: Morderstwo jako Billy Weber
- 2002–2008: The Shield: Świat glin (The Shield[1]) jako detektyw Shane Vendrell
- 2007: CSI: Kryminalne zagadki Las Vegas jako Marlon Frost
- 2009: Zabójcze umysły jako John Cooley
- 2009: CSI: Kryminalne zagadki Miami jako Sean Echols
- 2010–2015: Justified: Bez przebaczenia (Justified[1]) jako Boyd Crowder
- 2012–2014: Synowie Anarchii jako Venus Van Dam
- 2014: Community jako pan Stone
- 2016–2017: Wicedyrektorzy jako Lee Russell
- 2017: Amerykański tata jako Enoch (głos)
- 2017–2018: Six jako Richard „Rip” Taggart
- 2018: Teoria wielkiego podrywu jako Oliver
- 2019: Deep State jako Nathan Miller
- 2019–2021: The Unicorn jako Wade Felton
- od 2019: Prawi Gemstonowie (The Righteous Gemstones[1]) jako Baby Billy Freeman
- 2021, 2024: Niezwyciężony jako Cecil Stedman (głos)
- 2022: Ostatnie dni Ptolemeusza Greya jako dr Rubin
- 2022: George i Tammy jako Earl „Peanutt” Montgomery
- 2022: Panna to mój znak jako Hero
- 2023: Justified: Miasto strachu (Justified: City Primeval) jako Boyd Crowder
- 2024: Fallout jako The Ghoul / Cooper Howard[1]
- 2025: Biały Lotos (The White Lotus; w produkcji[1])